# 愛知県道301号西尾新川港線

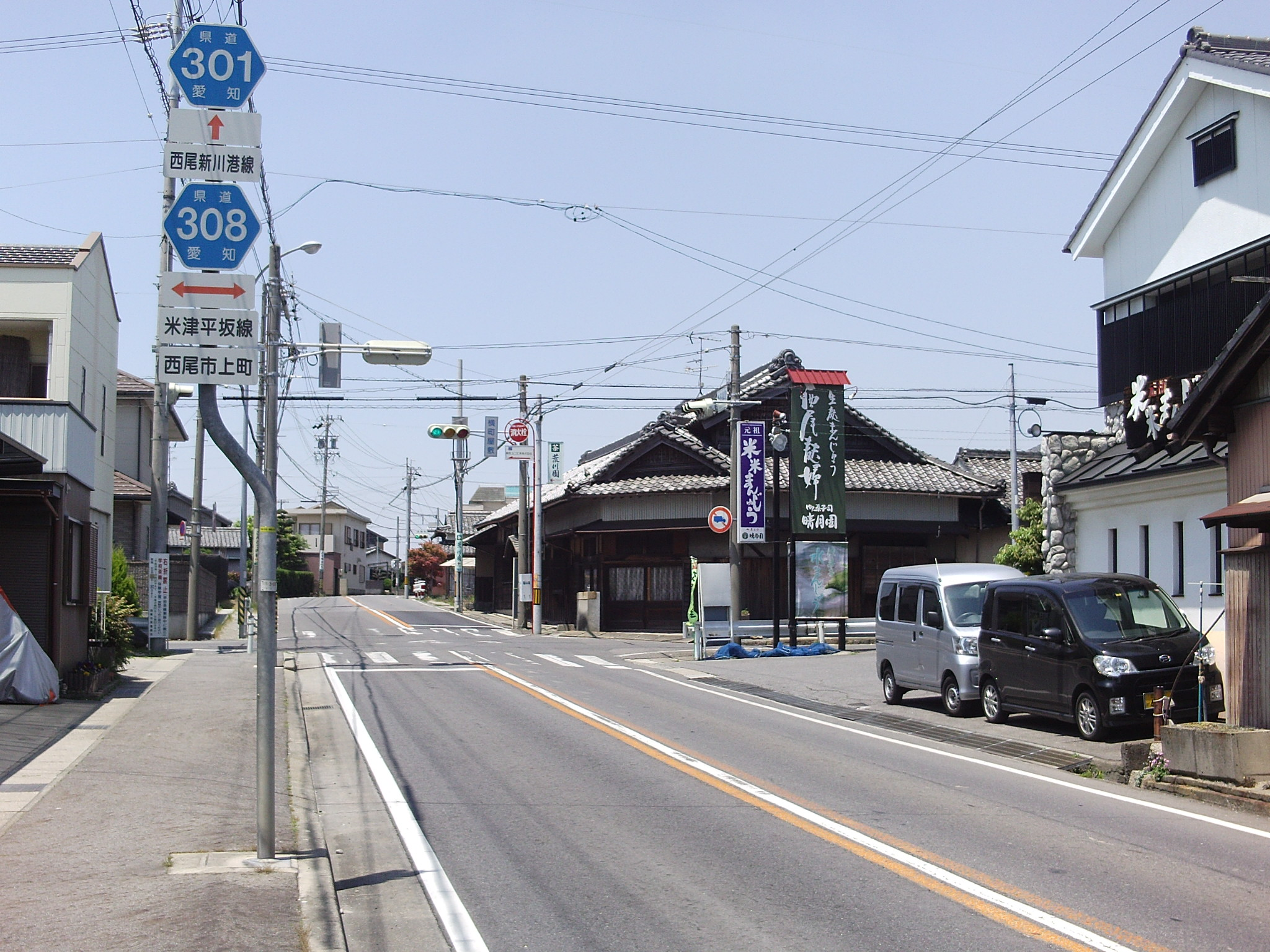
起点から西尾市の旧市街地を通る。

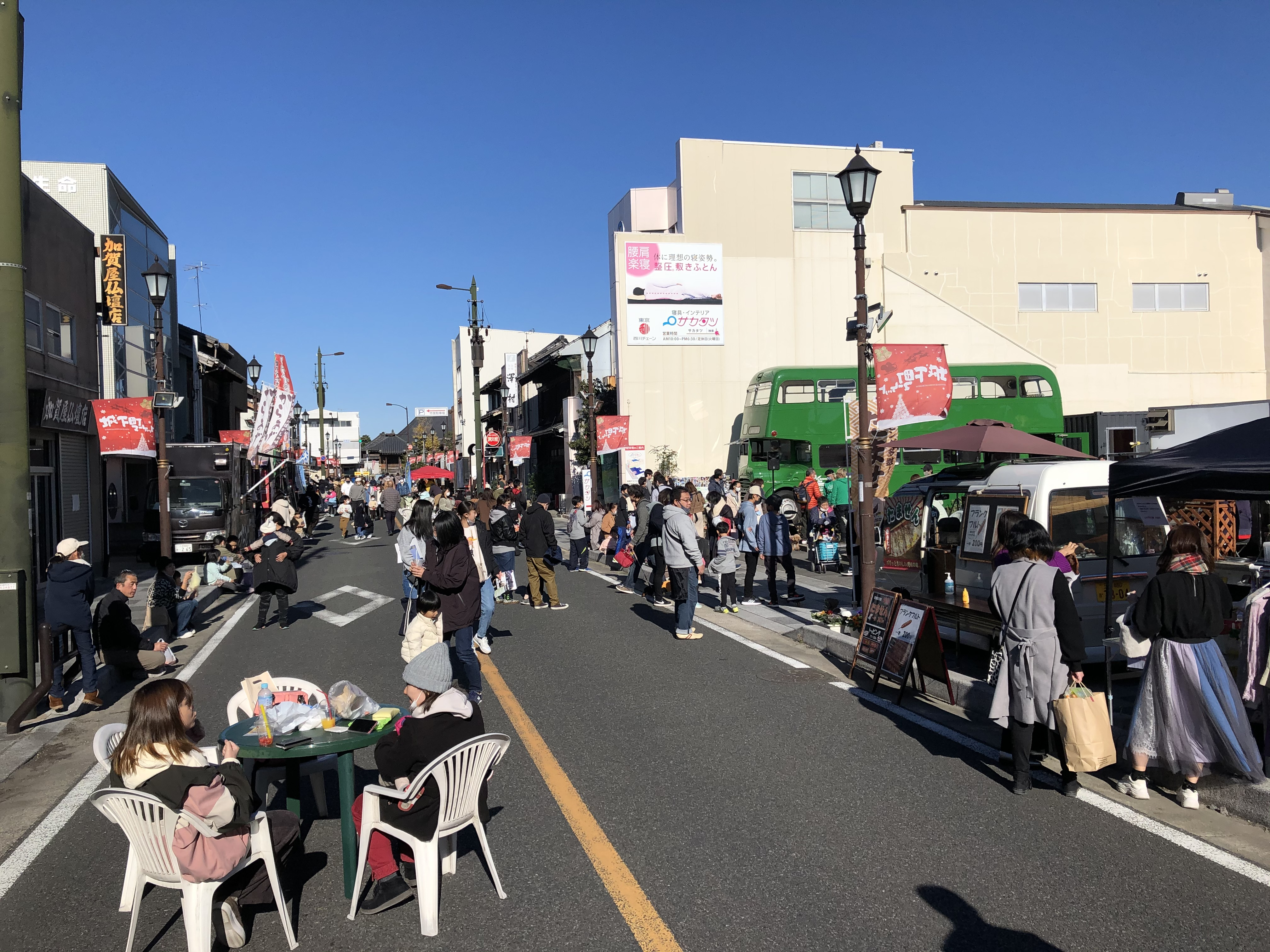
西尾市本町

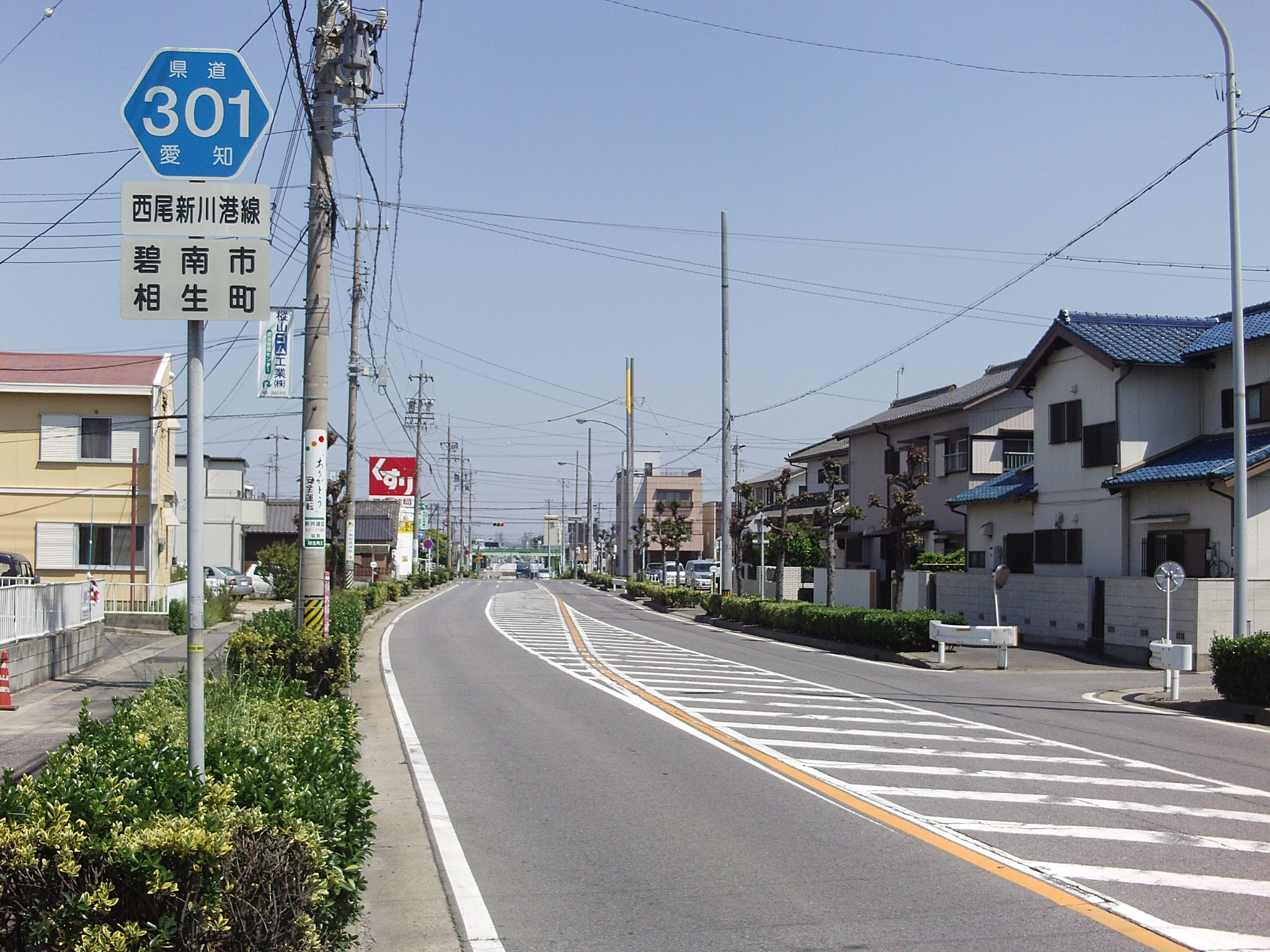
碧南側のバイパス道路。国道247号を含め新川港周辺は埋め立てられた埋立地。昔の堤防が残る。

愛知県道301号西尾新川港線（あいちけんどう301ごう にしおしんかわこうせん）は、愛知県西尾市から碧南市に至る一般県道である。

## 概要
西尾市中心部と碧南市北部を最短距離で結んでいる。なお路線名にある新川港は、終点から市道で少し南下した所である。西尾市内の幸町交差点～本町北交差点間は1972年から東方向への一方通行となっていたが、拡幅工事が行われ、2009年（平成21年）3月19日から37年ぶりに相互通行となった。

### 路線データ
- 起点：愛知県西尾市花ノ木町（愛知県道12号豊田一色線交点）
- 終点：愛知県碧南市明石町（国道247号、産業道路交点）

## 歴史

### 年表
- 1959年（昭和34年）12月15日：認定[2]
- 2009年（平成21年）3月19日：西尾市内の幸町交差点～本町北交差点間の一方通行が解除され、相互通行となる[1]。

## 路線状況

### 重複区間
- 愛知県道383号蒲郡碧南線（花ノ木町4丁目交差点・本町交差点間で重複）
- 愛知県道291号米津碧南線（上塚橋西交差点・鷲塚町1丁目交差点間で重複）
- 愛知県道304号碧南高浜環状線（新道は住吉交差点から浜尾橋北交差点まで重複）
- 愛知県道295号道場山安城線（旧道：住吉交差点・東山町交差点間で重複）

### 道路施設
- 上塚橋
  - 矢作川に架かる橋。西尾市と碧南市の境にある。

## 地理

### 通過する自治体
- 愛知県
  - 西尾市 - 碧南市

### 接続する道路
- 愛知県道12号豊田一色線・愛知県道43号岡崎碧南線（花ノ木町4丁目交差点）
- 愛知県道383号蒲郡碧南線（本町交差点）
- 愛知県道319号西尾環状線（鶴舞町交差点）
- 愛知県道308号米津平坂線（横町屋敷交差点）
- 愛知県道291号米津碧南線（上塚橋西交差点、鷲塚町1丁目交差点）
- 愛知県道45号安城碧南線（笹山町交差点）
- 愛知県道304号碧南高浜環状線（住吉交差点、新道は浜尾橋北交差点まで重複）
- 愛知県道295号道場山安城線（旧道：住吉交差点と東山町交差点、新道：鶴見町6丁目）
- 愛知県道50号名古屋碧南線（旧道：新川中央病院北交差点、新道：松江町交差点）
- 国道247号（新道：明石IC）

## 沿線
- 名鉄西尾線 西尾駅
- 愛知県立鶴城丘高等学校
- 碧南市立鷲塚小学校
- 碧南市民図書館
- 新川神社
- 碧南市立新川中学校
- 新川中央病院
- 碧南市明石公園

## 別名
- 平坂街道（豊川市、蒲郡市、幸田町、西尾市）
- 本町通り（西尾市）
- 中町通り（西尾市）